# Коржынколь-Елтайский железнорудный узел
Коржынколь-Елтайский железнорудный узел — регион в Таранском районе Костанайской области, где сосредоточены запасы железа. Расположен в средней части основного железного пояса Торгая. Общая длина 40—50 км, ширина 10—12 км. В его состав входят рудные месторождения и пояса Коржынколь, Кожай, Ельтай I, II, III, IV, Козырев, Воронин, Лисаковск и др. Эти месторождения открыты экспедицией Уральского геофизического треста (1947—1949). Геологическая структура состоит из пород Соколовской, Коржынкольской, Давыдовской свит. Скарновые слои месторождений расположены в карбонатно-жанартауских отделах Соколовской, Коржынкольской свит, а железно-кремниевые слои в андезитно-базальтиых порфиритах, туфе, отделах туфита, встречаются на крыльях антиклинальных структур, иногда в ядрах. Рудные тела имеют форму линзы, штокверка, веревки, столба. Толщина 15—50 м, на глубина 50—700 м. Содержание железа в руде 27—72 %. В составе руды встречаются магнетит, мартит, гематит, амфибол, нроксен, кальцит, а также эпидот, гранат, пирит, пирротин.